# Луконина, Яна Олеговна
Яна Олеговна Луконина (род. 26 сентября 1993, Рязань, Россия) — российская гимнастка, чемпионка мира 2010. Мастер спорта международного класса по художественной гимнастике. Член сборной команды России по художественной гимнастике. В связи с травмой оставила большой спорт и перешла на тренерскую работу. В настоящий момент является тренером сборной команды России. Место работы-центр олимпийской подготовки по художественной гимнастике им. Ирины Винер-Усмановой. Судья международной категории.

## Биография
Яна Луконина родилась в Рязани 26 сентября 1993 года.
В сборной России по художественной гимнастике с 2006 года. Является мастером спорта международного класса по художественной гимнастике. Чемпионка России в отдельных видах, чемпионка Европы среди юниоров в команде, чемпионка мира в командном зачёте.
Авторитетом Яна считает свою подругу и первый номер сборной Евгению Канаеву: «Я счастлива, что сумела завоевать место в команде. Для меня огромным авторитетом является Женя Канаева. Очень нравится, как она работает, часто на тренировках мы все останавливаемся и смотрим на Женю. У неё многому можно научиться».